# 連邦軍職務検証センター
座標: 北緯50度58分58秒 東経6度06分39秒 / 北緯50.982776度 東経6.110716度
連邦軍職務検証センター（れんぽうぐんしょくむけんしょうセンター、ドイツ語：Zentrum für Verifikationsaufgaben der Bundeswehr、略称：ZVBw）は、戦力基盤軍全軍局隷下の機関（センター）の一つ。ドイツ連邦共和国が承認しているドイツ連邦軍における軍備管理の枠組み内で任務を遂行する。局長は准将が充てられている。
センターは戦力基盤軍全軍局隷下にあって約250人の将兵と文民職員を含み、技術的にはドイツ外務省に属している。検証センターはノルトライン＝ヴェストファーレン州ガイレンキルヒェンのゼルフカント兵営に所在している。
　

## 任務
- 条約の適用枠組で国家的責任を負い、軍備管理計画に同意し実行すること。
- 信頼できる国内および国際機関と協力してパートナー国や国軍に対しての検証業務を行う。
- 検証結果を評価し、この結果に基づいて国家安全保障に貢献する。

## 基本となる条約
- ヨーロッパ通常戦力条約、ヨーロッパにおける通常戦力に関する制限。
- ウィーン文章（英語版）、ヨーロッパでの政治的軍事的な安全保障体制構築信頼交渉（VSBM）。
- オープンスカイ条約、ヨーロッパにおける領空解放と査察に関する条約。
- デイトン合意、ボスニア・ヘルツェゴヴィナ紛争でのデイトン和平合意。
- 国際連合銃器議定書、国際連合による小火器に関する議定書。
- 欧州安全保障協力機構での小火器と軽火器の分類de:SALWについての文章。
- 化学兵器禁止条約と生物兵器禁止条約
- オタワ条約、対人地雷に関する国際的禁止条約。
- 特定通常兵器使用禁止制限条約、特定の通常兵器の使用・禁止・制限する条約。
- ワッセナー・アレンジメント、通常兵器や関連汎用品に関する規制。
- 大量破壊兵器の運搬手段であるミサイル及び関連汎用品・技術の輸出管理体制、弾道ミサイルの不拡散についての国際的合意。
- 包括的核実験禁止条約、核実験に関する包括的な禁止条約。
- ミサイル技術管理レジーム、ミサイルの拡散を防止するための制裁措置。

## 関連する諸外国の機関
- アメリカ合衆国、アメリカ国防脅威削減局
- イタリア、軍備検証統合センター（CIVA）
- イギリス、統合軍備管理実施グループ（JACIG）
- 韓国、国防省軍備検証団（KAVA）
- スペイン、スペイン検証部隊（UVE）
- フランス、フランス検証部隊（UFV）
- ベラルーシ、国立管理査察庁（NAKI）
- ベルギー、ベルギー検証庁（BEVA）
- ルクセンブルク、軍備管理検証査察グループ（GIVO）
- ロシア、国立核リスク削減センター（NRRC）